# Tübach
Tübach est une commune suisse du canton de Saint-Gall, située dans la circonscription électorale de Rorschach.

Aerial view from 400 m by Walter Mittelholzer (1923)